# Кэмысь
Кэмысь (устар. Кемысь, Комыч) — река в России, протекает по Республике Коми. Река образуется слиянием рек Войвож и Шервож. Устье реки находится в 200 км по левому берегу реки Вымь. Длина реки составляет 7 км.
Ширина реки 16 метров, глубина 1,4 м

## Данные водного реестра
По данным государственного водного реестра России относится к Двинско-Печорскому бассейновому округу, водохозяйственный участок реки — Вычегда от города Сыктывкар и до устья, речной подбассейн реки — Вычегда. Речной бассейн реки — Северная Двина.
Код объекта в государственном водном реестре — 03020200212103000021357.